# Elite Canadian Championship Wrestling
La Elite Canadian Championship Wrestling (anciennement Extreme Canadian Championship Wrestling) est une structure de catch (lutte professionnelle) basée à Vancouver (Canada). Fondée en 1996 par Michelle Starr, elle fut reprise rapidement par Dave Republic, qui en fut le propriétaire jusqu'au 11 septembre 2010, date à laquelle trois de ses catcheurs, Scotty Mac, Mother Diaz et The Natural, se réunirent pour reprendre la structure. Elle fut en partenariat avec la National Wrestling Alliance jusqu'en 2012, et servait à l'époque comme territoire ouest-canadien de la fédération de structures américaine. Des trois catcheurs si-dessus, The Natural s'est désolidarisé en 2020, laissant Scotty Mac et Mother Diaz au contrôle jusqu'à ce jour. La structure semble cependant ne plus avoir organisé d'exhibitions depuis la pandémie de coronavirus de 2020.

## Histoire
Le premier show de la ECCW fut organisé en mai 1996, et vit le Bodyguard devenir le premier champion de la structure. En 1997, elle signe un accord avec la NWA, devenant de fait l'hypothétique "NWA Canada". Le 8 décembre 2005, elle rachète la structure Top Ranked Wrestling et organise durant 2006 des shows télévisés, qui constituent la base de la renommée de la structure dans le territoire de Vancouver.
La ECCW connaît une renommée croissante à la suite du passage de personnalités importantes du monde du catch, notamment des membres de la Hart Dynasty avant leur signature par la WWE ou encore Kyle O'Reilly, qui signa ensuite à la ROH. Certains talents formés en interne sont aujourd'hui au sein de la WWE, parmi lesquels les Bollywood Boyz Gurv et Harv Sihra, désormais appelés Samir et Sunil Singh à Smackdown Live.

## Champions actuels

### ECCW Pacific Cup
| Year | Nom du Vainqueur | Year | Nom du Vainqueur              | Year | Nom du Vainqueur |
| ---- | ---------------- | ---- | ----------------------------- | ---- | ---------------- |
| 2000 | Asian Cougar     | 2008 | Billy Suede                   | 2015 | Alex Plexis      |
| 2002 | Black Dragon     | 2009 | El Phantasmo                  | 2016 | Ethan HD         |
| 2003 | Scotty Mac       | 2010 | Artemis Spencer               | 2017 | Nicole Matthews  |
| 2004 | Major Hardway    | 2011 | RICK                          | 2018 | No Contest       |
| 2005 | Aaron Idol       | 2012 | Bishop                        | 2019 | Judas Icarus     |
| 2006 | Memphis Raines   | 2013 | "The Loose Cannon" Kenny Lush | 2020 |                  |
| 2007 | Kyle O'Reilly    | 2014 | Bishop                        | 2021 |                  |

### Championnats
| Championnat                | Champion(s) actuel(s)                   | ayant vaincu              | Date              | Lieu                    |
| -------------------------- | --------------------------------------- | ------------------------- | ----------------- | ----------------------- |
| ECCW Canadian Championship | Travis Williams                         | A. Spencer                | 13 septembre 2019 | New Westminster, Canada |
| ECCW Championship          | Judas Icarus                            | El Bandido                | 18 janvier 2020   | Vancouver, Canada       |
| ECCW Tag Team Championship | The Voros Twins (Chris & Patrick Voros) | GODS (Bishop & Sid Sylum) | 17 janvier 2020   | Vancouver, Canada       |
| ECCW Women's Championship  | Christina Von Eerie                     | Nicole Matthews           | 17 janvier 2020   | Vancouver, Canada       |